# Felix Böttcher
Felix Böttcher GmbH & Co. KG — немецкая компания, производящая материалы для полиграфии и полиграфического оборудования. Лидер мирового рынка по нанесению слоёв[уточнить] на радиально симметрические тела с долей около 40 %.

## История
Компания основана в 1878 году в Лейпциге служащим муниципалитета Феликсом Бёттхером, изначально предприятие занималось производством вальцмассы для валов печатных машин. В 1910 году произошло слияние с компанией Otto Loosen, производившей валы с 1725 году. На протяжении всей истории компания принадлежала семье Бёттхеров.
По состоянию на 2011 год в компании работает более 2 тыс. сотрудников, отделения расположены в 29 странах. Среди продукции — флексографские рукава (сливы) для прямой лазерной гравировки, добавки в увлажняющий раствор для офсетной печати, ремни для цифровой печати. Кроме полиграфического оборудования компания выпускает эластомеры для фармацевтической промышленности и пожарные шланги.